# April 2017
Portal Geschichte | Portal Biografien | Aktuelle Ereignisse | Jahreskalender | Tagesartikel

◄ |
20. Jahrhundert |
21. Jahrhundert

◄ |
1980er |
1990er |
2000er |
2010er
| 2020er | 2030er | 2040er

◄ |
2013 |
2014 |
2015 |
2016 |
2017
| 2018 | 2019 | 2020 | 2021 | ►

◄ |
Januar 2017 |
Februar 2017 |
März 2017 |
April 2017 |
Mai 2017 |
Juni 2017 |
Juli 2017 |
►
Dieser Artikel behandelt tagesbezogene Nachrichten und Ereignisse im April 2017.

## Tagesgeschehen

### Samstag, 1. April 2017
- Asunción/Paraguay: Nach stundenlangen Ausschreitungen haben Demonstranten das Parlamentsgebäude gestürmt und in Brand gesetzt. Hintergrund war eine Abstimmung des Senats zu Gunsten der Wiederwahl von Staatspräsident Horacio Cartes. Ein erneuter Antritt 2018 ist laut Verfassung nicht vorgesehen.[1]
- Mocoa/Kolumbien: Nach dem Übertreten dreier Flüsse kommt es zu mehreren Erdrutschen in der Ortschaft der Provinz Putumayo, dabei sterben mindestens 254 Menschen. (Siehe Freitag, 31. März.) Der Präsident Kolumbiens Juan Manuel Santos verhängt einen Tag darauf Katastrophenzustand.[2]
- San Marino: Zum ersten Mal führen zwei Frauen gleichzeitig den Staat San Marino: Vanessa D’Ambrosio und Mimma Zavoli treten ihr Amt als Capitano Reggente an (bis 30. September 2017).

### Sonntag, 2. April 2017
- Belgrad/Serbien: Präsidentschaftswahl. Der amtierende Ministerpräsident Aleksandar Vučić (SNS) gewinnt mit einer absoluten Mehrheit.
- Budapest/Ungarn: Mehrere tausend Menschen demonstrieren gegen das von der Regierung geplante neue Hochschulgesetz und für den Erhalt der Central European University.[3]
- Hobyo/Somalia: Piraten kapern im Golf von Aden das unter indischer Flagge fahrende Schiff MSV Al Kausar.[4]
- Jerewan/Armenien: Parlamentswahl[5]
- Mogadischu/Somalia: Die Vereinigten Staaten entsenden auf Bitten der somalischen Regierung rund 40 Soldaten der 101. US-Luftlandedivision im Rahmen einer ständigen Ausbildungs- und Beratungsmission der somalischen Sicherheitskräfte und der AMISOM im Kampf gegen die islamistische al-Shabaab-Miliz.[6]
- Sargodha/Pakistan: Bei einer gewalttätigen Auseinandersetzung in einem Sufi-Schrein sterben mindestens 20 Personen.[7]
- Quito/Ecuador: Stichwahl der Präsidentschaftswahlen. Die Wähler können sich zwischen Lenín Moreno und Guillermo Lasso entscheiden.[8] Ersterer  erhält 51,14 % der abgegebenen Stimmen und gewinnt somit die Wahl.

### Montag, 3. April 2017

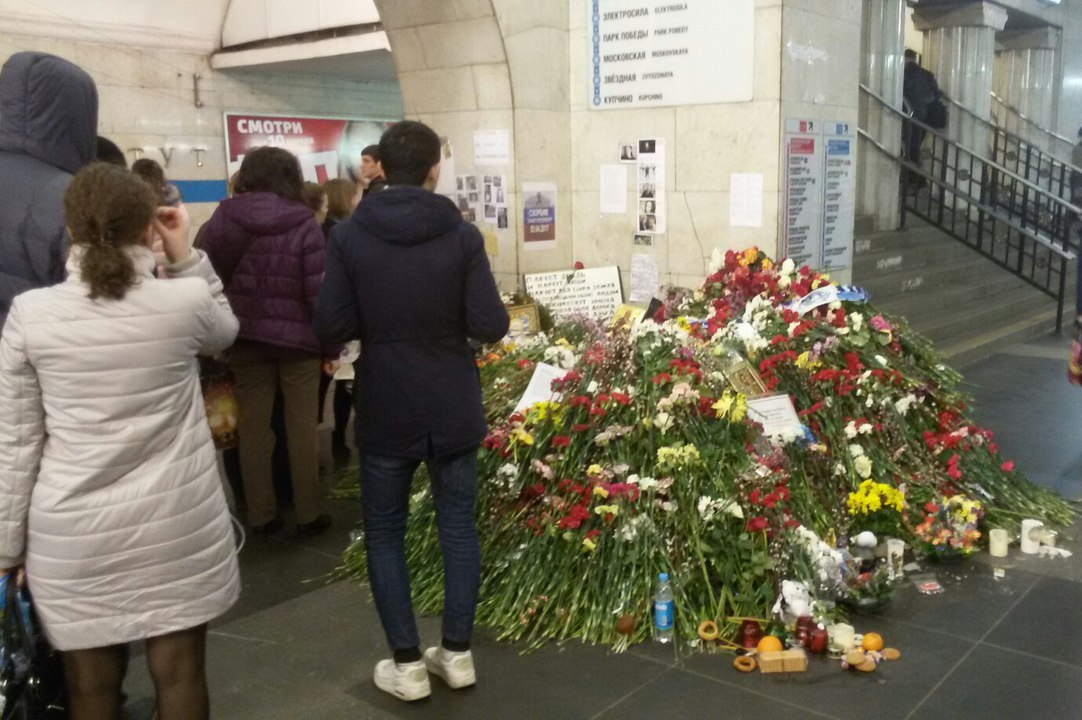
Sankt Petersburg im April 2017

- Seoul/Südkorea: Eröffnung des 555 Meter hohen Lotte World Premium Towers.
- Sankt Petersburg/Russland: Bei einer Explosion in der Metro Sankt Petersburg sterben mindestens 14 Menschen und 51 Personen werden verletzt.

### Dienstag, 4. April 2017

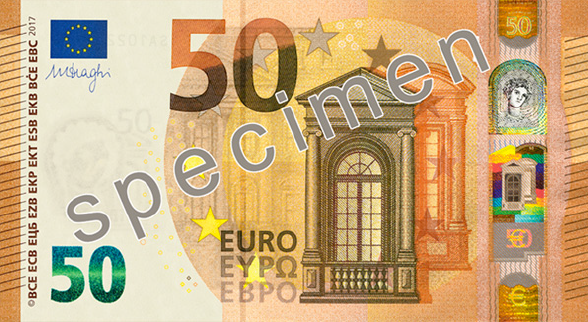
Neue 50-Euro-Banknote

- Frankfurt am Main/Deutschland: Die Europäische Zentralbank (EZB) gibt die neue 50 Euro-Banknote in Umlauf. Insgesamt sind es in einem ersten Schritt rund 5,4 Milliarden Stück über Geldautomaten, Bankschalter und Kassensysteme.[9]
- Chan Schaichun/Syrien: Bei einem Angriff der syrischen Armee kommen mutmaßlich über 50 Menschen ums Leben und weitere Menschen werden verletzt. Es sollen  chemische Kampfstoffe eingesetzt worden sein. Syrien und sein Verbündeter Russland bestritten den Einsatz derartiger Waffen und verwiesen auf ein getroffenes Waffenlager der Rebellen.[10]
- Tikrit/Irak: Bei einem Angriff mutmaßlicher Daesh-Kämpfer auf eine Polizeistation im Bezirk Al-Zihoor sterben mindestens 31 Menschen und 40 weitere werden verletzt.[11]

### Mittwoch, 5. April 2017
- Lahore/Pakistan: Bei einem Anschlag auf ein Fahrzeug der Streitkräfte Pakistans durch einen Selbstmordattentäter sterben mindestens 6 Menschen und weitere 18 werden verletzt.[12]
- Sepidsang/Iran: Bei einem Erdbeben der Stärke 6,0 auf der Richterskala sterben mindestens zwei Menschen in der Provinz Razavi-Chorasan, mindestens 11 Gebäude werden beschädigt.[13]

### Donnerstag, 6. April 2017
- Golweyn/Somalia: Bei der Detonation einer Landmine sterben in der Region Shabeellaha Hoose mindestens 19  Insassen eines Reisebusses.[14]
- Banjul/Gambia: Bei den Parlamentswahlen holt die UDP von Ousainou Darboe mit 31 von 53 Sitzen die absolute Mehrheit und löst die APRC von Ex-Präsident Yahya Jammeh und Parteichef Fabakary Jatta als stärkste Kraft ab. Fünf Sitze gingen zudem an die neue Gambia Party for Democracy and Progress (GPDC) von Mamma Kandeh. Die Wahlbeteiligung lag bei nur 42 Prozent.[15]

### Freitag, 7. April 2017

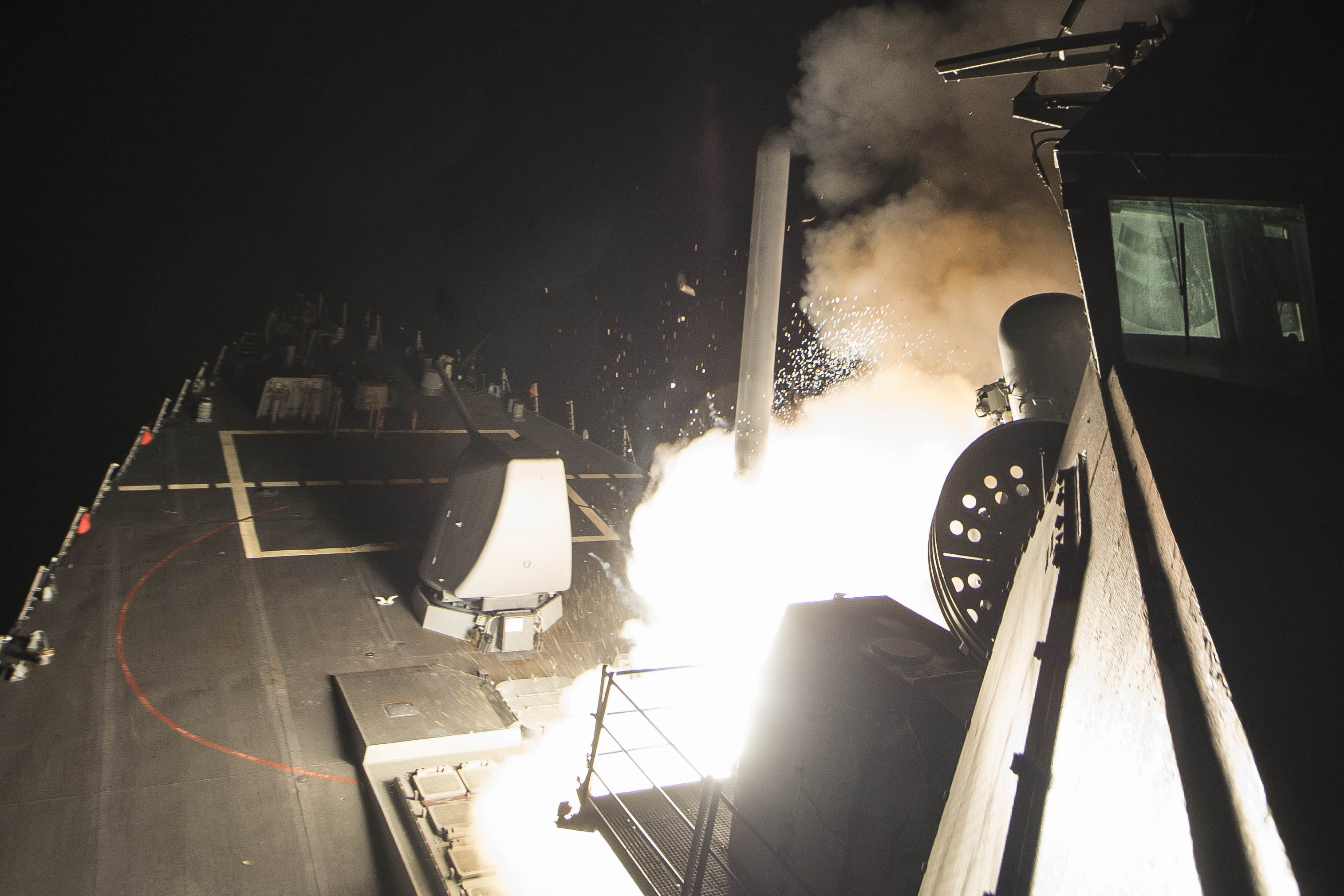
Start einer der 59 Tomahawk-Marschflugkörper an Bord der USS Ross

- Homs/Syrien: Als Reaktion auf einen mutmaßlichen Chemiewaffeneinsatz Syriens gegen Rebellen in Chan Schaichun erfolgt der Abschuss von 59 Tomahawk-Marschflugkörpern von den im östlichen Mittelmeer operierenden US-Zerstörern Ross und Porter auf den syrischen Militärflugplatz asch-Schaʿirat. Dabei sterben mindestens sechs Soldaten. Die Start- und Landebahnen blieben allerdings weitestgehend intakt.[16]

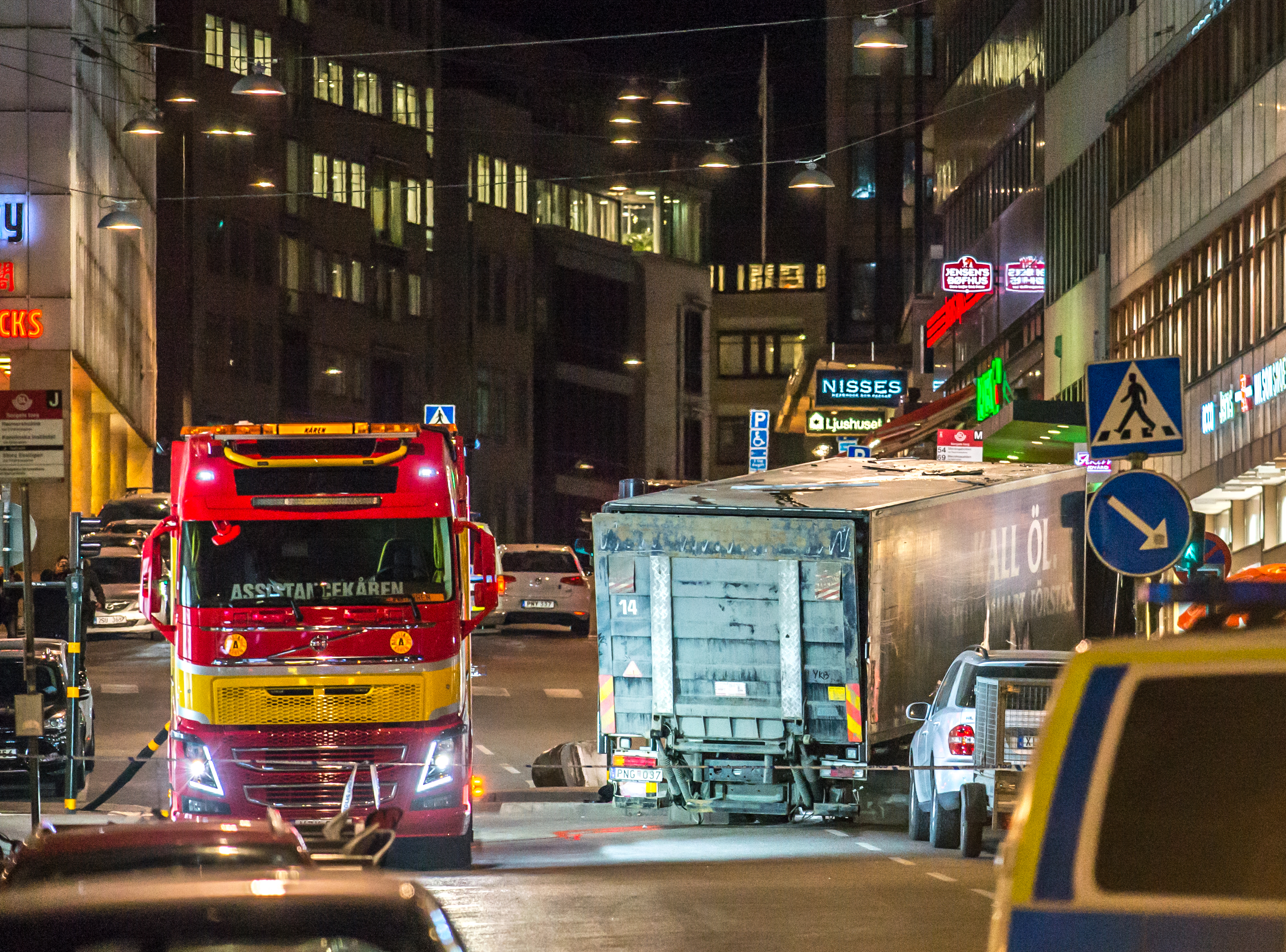
Der LKW im Einkaufszentrum Åhléns

- Stockholm/Schweden: Im Zentrum Stockholms wird ein LKW in eine Menschenmenge gesteuert, infolge dessen mehrere Menschen verletzt und getötet wurden. Die örtlichen Behörden vermuten einen terroristischen Hintergrund.[17] Siehe auch Anschlag in Stockholm 2017.

### Samstag, 8. April 2017
- Barcelona/Spanien: Die baskische Untergrundorganisation Euskadi Ta Askatasuna (ETA) beginnt mit der Übergabe ihrer Waffen. Diesen Schritt hatte sie einen Tag zuvor angekündigt.
- Moskau/Russland: Nach dem US-amerikanischen Luftangriff auf den Militärflugplatz asch-Schaʿirat schickt der russische Präsident Wladimir Putin die Fregatte Admiral Grigorowitsch vom Schwarzen Meer vor die Küste Syriens. Sie soll dort länger als einen Monat bleiben.
- Paris/Frankreich: Der Direktor des Islamischen Zentrums Genf, Hani Ramadan, wird aus Frankreich in die Schweiz abgeschoben.

### Sonntag, 9. April 2017
- Mogadischu/Somalia: Ein Selbstmordattentäter der islamistischen al-Shabaab-Miliz sprengt sich mit einem Fahrzeug nahe dem Verteidigungsministerium in die Luft und tötet mindestens 15 Soldaten der somalischen Streitkräfte.[18]
- Tanta, Alexandria/Ägypten: Bei einer Detonation und einem Selbstmordattentäter-Angriff in den ägyptischen Städten Tanta und Alexandria auf zwei koptische Kirchen wurden mindestens 41 Menschen getötet und 120 verletzt. Die Terrororganisation Islamischer Staat hat sich zu dem Anschlag bekannt.

### Montag, 10. April 2017
- Kairo/Ägypten: Einen Tag nach zwei Anschlägen auf koptische Kirchen wird in Ägypten für drei Monate der Ausnahmezustand erklärt.[19]
- Mogadischu/Somalia: Ein Selbstmordattentäter der islamistischen al-Shabaab-Miliz sprengt sich mit einem Fahrzeug vor einem Militärtrainingscamp in die Luft und tötet mindestens neun Soldaten der somalischen Streitkräfte.[20]
- Washington, D.C./Vereinigte Staaten: Der konservative Jurist und Bundesberufungsrichter Neil Gorsuch wurde im Rosengarten des Weißen Hauses als Richter am Obersten Gerichtshof vereidigt.[21]

### Dienstag, 11. April 2017
- Berlin/Deutschland: Nach Angaben der Deutschen Hauptstelle für Suchtfragen (DHS) mit Sitz in Hamm sind bis zu 1,9 Millionen Menschen in Deutschland von Medikamenten abhängig und rund 1,77 Millionen Menschen gelten als alkoholabhängig.[22]
- Diyarbakir/Türkei: Bei einem Bombenanschlag der militanten kurdischen PKK auf das Gebäude der Sondereinsatzpolizei im Viertel Baglar werden drei Menschen getötet und  12 weitere verletzt.[23]
- Dortmund/Deutschland: Bei einem Sprengstoffanschlag auf den Mannschaftsbus des Fußballvereins Borussia Dortmund wird der Spieler Marc Bartra und ein Polizist verletzt. Das Viertelfinalspiel der UEFA Champions League 2016/17 gegen den AS Monaco wird daraufhin um einen Tag verschoben.[24]

### Mittwoch, 12. April 2017
- Kabul/Afghanistan: Bei einem Selbstmordanschlag in der Nähe mehrerer Ministerien im Zentrum der afghanischen Hauptstadt werden fünf Menschen getötet und drei weitere verletzt. Die Terrororganisation Islamischer Staat (IS) bekennt sich zu dem Anschlag.[25]
- San Diego/Vereinigte Staaten: Vor dem US-Schiedsgericht in San Diego kommt es im Streit um Lizenzgebühren zwischen dem US-Halbleiterhersteller Qualcomm und den kanadischen Telekommunikationsgeräte-Hersteller Blackberry zu einer Einigung. Qualcomm zahlt danach an Blackberry 814,9 Millionen US-Dollar (umgerechnet 768,3 Mio. Euro) plus Zinsen und Anwaltskosten.[26]
- Tagbilaran/Philippinen: Bei einem Einsatz der philippinischen Streitkräfte in der Inselprovinz Bohol wird der Kommandeur der islamistischen Abu Sajaf Muamar Askali alias Abu Rami erschossen. Bei den Gefechten sterben fünf Terroristen, drei Soldaten und ein Polizist.[27]

### Donnerstag, 13. April 2017
- Atschin/Afghanistan: Bei einem US-amerikanischen Luftschlag gegen Anhänger des Islamischen Staates (IS) in einem Tunnelsystem im Atschin-Distrikt der Provinz Nangarhar südlich von Dschalalabad wird erstmals im Gefechtseinsatz die von den USA im Waffenarsenal verfügbare größte nichtnukleare Bombe GBU-43/B MOAB verwendet. Dabei werden nach US-Angaben mindestens 36 IS-Kämpfer getötet.[28]
- Berlin/Deutschland: Eröffnung der Internationalen Gartenausstellung 2017 im Erholungspark Marzahn.
- Ciudad Lázaro Cárdenas/Mexiko: Bei einem Zusammenstoss eines Reisebusses mit einem Tanklastwagen auf der Autobahn kommt es zur Explosion, bei der mindestens 24 Menschen ums Leben kommen.[29]
- Washington, D.C./Vereinigte Staaten: T-Mobile US sichert sich bei einer Versteigerung der Federal Communications Commission (FCC) 45 Prozent der angebotenen Sendefrequenzen zwischen 617 und 698 MHz für rund 7,99 Milliarden US-Dollar (rund 7,5 Mrd. Euro). Die Mitbewerber, der Satelliten-Fernsehbetreiber Dish Network zahlt 6,2 Milliarden US-Dollar, der größte Kabelnetzbetreiber Comcast rund 1,7 Milliarden US-Dollar und der Telekommunikationskonzern AT&T rund 900 Millionen US-Dollar.[30]
- Las Vegas/Vereinigte Staaten: Bei einem Großbrand in einer Ladenzeile des Hotels Bellagio am Las Vegas Strip rücken 77 Feuerwehrmänner aus. Bei dem Vorfall kurz vor Mitternacht wurde niemand verletzt. Es entsteht ein geschätzter Sachschaden von 450.000 US-Dollar.[31][32]

### Freitag, 14. April 2017
- Médina Gonassé/Senegal: Bei den jährlichen muslimischen spirituellen Daaka-Festival der Tidschānīya in Médina Gonassé in der Region Kolda sterben bei einem Großfeuer 24 Menschen und weitere 102 werden verletzt. Nach Berichten örtlicher Medien breiteten sich die Flammen rasend schnell in den aus Stroh gebauten Unterkünften für das Treffen aus.[33][34]

### Samstag, 15. April 2017
- Aleppo/Syrien: In Raschidin westlich von Aleppo sterben bei einem Autobombenanschlag auf einen Buskonvoi mindestens 126 Menschen, darunter 68 Kinder sowie Hilfskräfte und evakuierte schiitische Rebellenkämpfer. In Raschidin warten rund 5000 Menschen aus den Orten Al-Fu'ah (الفوعة) und Kafriya (كفريا) im Gouvernement Idlib auf ihre Weiterfahrt nach Aleppo und befinden sich in den von der islamistischen Haiʾat Tahrir asch-Scham kontrollierten Bürgerkriegsgebiet.[35][36]
- Colombo/Sri Lanka: In Meethotamulla im Vorort Kolonnawa kommt es zu einem Erdrutsch einer Mülldeponie auf ein Armenviertel, bei den mindestens 26 Menschen ums Leben kommen und 145 Häuser zerstört werden.[37]
- Verbania/Italien: Mit der Italienerin Emma Morano verstirbt im Alter von 117 Jahren der letzte bekannte Mensch, der nachweislich vor dem Jahr 1900 geboren wurde.[38]

### Sonntag, 16. April 2017
- Ankara/Türkei: Volksabstimmung in der Türkei zur Änderung von 18 Verfassungsartikeln mit dem Ziel der Änderung von einem parlamentarischen Regierungssystem zu einem Präsidialsystem. 51,41 % stimmen dem Referendum zu. Präsident Recep Tayyip Erdoğan könnte dann voraussichtlich bis zum Jahr 2029 mit weitreichenden Vollmachten regieren.[39]

### Montag, 17. April 2017
- Ramallah/Palästina: Nach Angaben der palästinensischen Autonomiebehörde und der Organisation Palestinian Prisoners Club sind rund 1500 palästinensische Häftlinge in israelischen Haftanstalten in einen Hungerstreik getreten und protestieren für bessere Haftbedingungen (darunter Abschaffung der Isolationshaft) und beschleunigte Anklageverfahren.[40] Der Hungerstreik wird nach einer Einigung zwischen dem Verein der palästinensischen Gefangenen und der israelischen Gefängnisbehörde am 27. Mai 2017 beendet.[41]
- Seoul/Südkorea: Die in Untersuchungshaft befindliche Ex-Präsidentin Park Geun-hye wird offiziell wegen Bestechlichkeit vor einem Strafgericht angeklagt.[42]
- Cascais/Portugal: Ein in der Schweiz registriertes Kleinflugzeug vom Typ Piper PA-31T des Unternehmens SYMBIOS Orthopédie SA mit dem Ziel Marseille stürzt nach dem Start vom Flugplatz Cascais nahe einem Discounter ab. Dabei sterben drei Insassen aus Frankreich, eine Person aus der Schweiz und ein portugiesischer Lastwagenfahrer am Boden.[43]

### Dienstag, 18. April 2017
- Den Haag/Niederlande: Die internationale Polizeiorganisation Interpol und die europäische Europol mit der Joint Cybercrime Action Taskforce (J-CAT) geben die Zerschlagung eines internationalen Pädophilenrings bekannt. Nach Angaben der spanischen Nationalpolizei gab es bereits Ende März 2017 infolge der Ermittlungen der "Operation Tantalio" in 15 Ländern rund 38 Festnahmen. Die Mitglieder seien in insgesamt 18 Ländern aktiv gewesen und hätten in rund 25 Gruppen innerhalb des Messengerdienstes WhatsApp Kinderpornografie ausgetauscht.[44][45]
- Dra Abu el-Naga/Ägypten: Ägyptische Archäologen geben den Fund eines gut erhaltenen Grabes mit mehreren Mumien und farbenprächtigen Holzsarkophagen bekannt. Das Grab sei etwa 3.500 Jahre alt und stamme aus der Zeit der 18. Dynastie (1550–1295 vor Christus) und später, während der 21. Dynastie sollen weitere Mumien hinzugefügt worden sein. Neben den großen Funden entdeckten die Forscher auch zahlreiche kleine Figuren als Grabbeilagen.[46]
- Ma'rib/Jemen: Beim Absturz eines Transporthubschraubers der saudischen Streitkräfte vom Typ S-70 Black Hawk kommen während des Militäreinsatzes im Jemen 12 Soldaten ums Leben.[47]
- New York/Vereinigte Staaten: Der brasilianische Mischkonzern Odebrecht wird von einem US-Bezirksgericht wegen Bestechung zu einer Strafe in Höhe von 2,6 Milliarden US-Dollar verurteilt und basiert auf eine Einigung mit den Justizbehörden mehrerer Länder im Rahmen der Ermittlungen gegen den Konzern. Von der Strafzahlung gehen 2,4 Milliarden US-Dollar nach Brasilien, 116 Millionen US-Dollar an die Schweiz und 93 Millionen US-Dollar an die Vereinigten Staaten.[48]
- Tunceli/Türkei: Beim Absturz eines Transporthubschraubers vom Typ S-70A Black Hawk der Jandarma kommen sieben Polizisten, ein Richter, ein Unteroffizier und drei Besatzungsmitglieder ums Leben.[49]

### Mittwoch, 19. April 2017

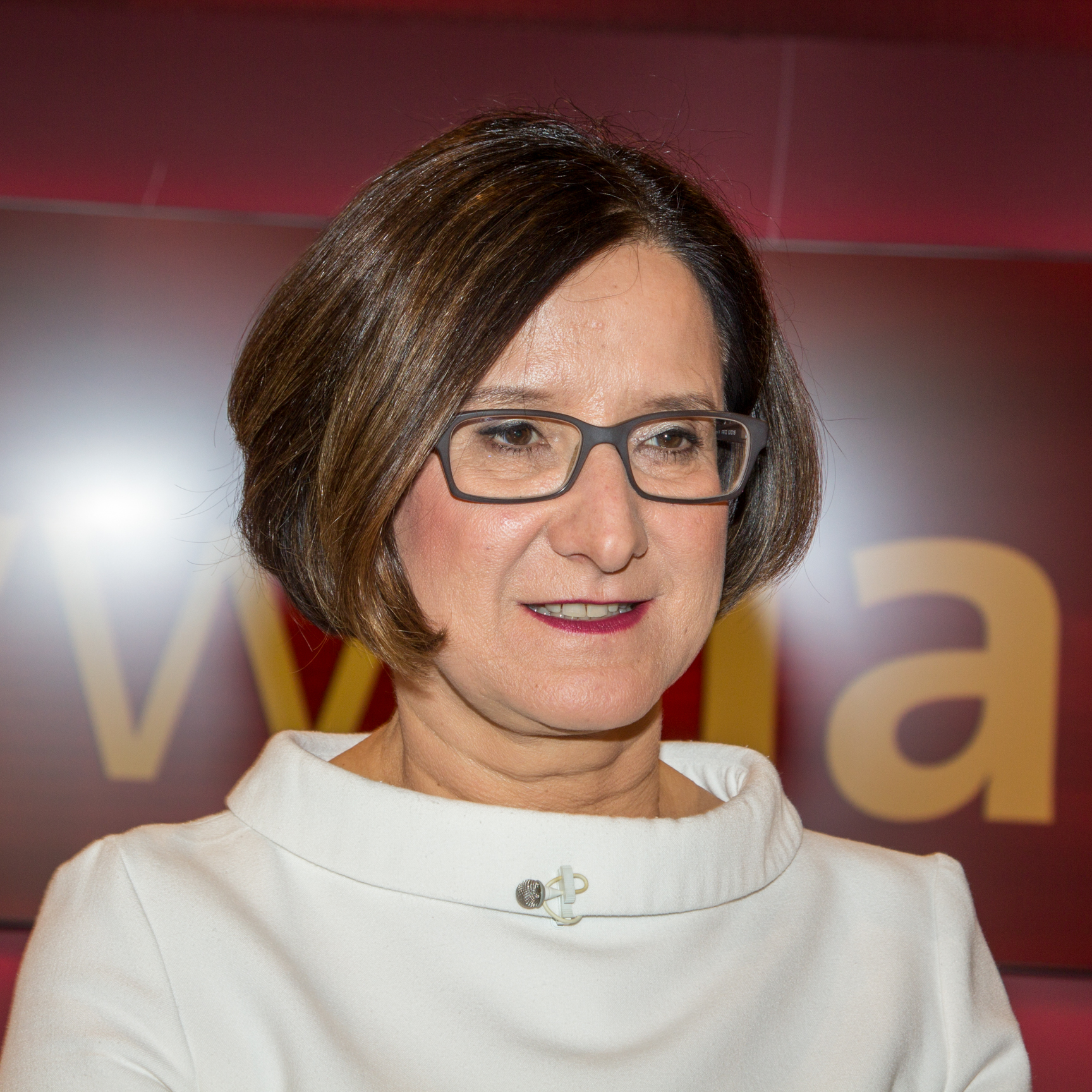
Johanna Mikl-Leitner

- Berlin/Deutschland: Die Parteivorsitzende der Alternative für Deutschland (AfD), Frauke Petry, verzichtet wegen der Uneinigkeit ihrer eigenen Partei auf ihre Spitzenkandidatur im Bundestagswahlkampf.[50]
- London/Vereinigtes Königreich: Britische Abgeordnete stimmten für Neuwahlen im Unterhaus zu. In den vorgezogenen Wahlen am 8. Juni will man die Position im EU-Austritt des Vereinigten Königreichs stärken.[51]
- St. Pölten/Österreich: Johanna Mikl-Leitner ist als niederösterreichische Landeshauptfrau zur Nachfolgerin von Erwin Pröll angelobt worden, zugleich hat die neue Landesregierung ihre Arbeit aufgenommen.[52]

### Donnerstag, 20. April 2017
- Ivrea/Italien: Die Justizbehörde veröffentlicht ein Urteil des ordentlichen Gerichts in Ivrea vom 11. April 2017, indem erstmals ein Zusammenhang zwischen dem Gebrauch eines Mobiltelefons und einer Gehirntumorerkrankung hergestellt wird und eine Anerkennung als Berufskrankheit. Geklagt hatte der 57-jährige Roberto Romeo, der als Angestellter der Telecom Italia dienstlich 15 Jahre lang regelmäßig mit einem Mobiltelefon telefonierte.[53]
- Kosmodrom Wenchang/China: Erstmals startet der chinesische Raumtransporter Tianzhou 1 mit der Trägerrakete vom Typ Langer Marsch 7 vom Weltraumbahnhof Wenchang. Am 22. April 2017 koppelt der Frachter mit Treibstoff und weiteren Nutzlasten am Raumlabor Tiangong 2 erfolgreich an.[54]
- Moskau/Russland: Die Zeugen Jehovas wurden vom obersten Gericht als eine extremistische Organisation eingestuft und verboten. Der Besitz der Organisation sowie aller Regionalverbände wird beschlagnahmt.[55][56]
- Paris/Frankreich: Gegen 21 Uhr kommt es auf den Champs-Élysées zu einem Schusswechsel zwischen einem vorbestraften Angreifer und mehreren Beamten der französischen Polizei. Der Attentäter und ein Polizist werden dabei tödlich verletzt.[57] Wenige Stunden nach der Schießerei bekannte sich die Terrororganisation Islamischer Staat zu der Tat.[58] Die Sicherheitsbehörden und der französische Präsident François Hollande vermuten eine terroristisch motivierte Tat.[59] (siehe Anschlag in Paris am 20. April 2017)
- Paris/Frankreich: Die französische Arzneimittelbehörde ANSM gibt bekannt, dass nach einer ersten Schätzung bis zu 4.100 Kinder in Frankreich wegen des Antiepileptikums Valproat des Herstellers Sanofi mit schweren Missbildungen auf die Welt gekommen sind.[60]

### Freitag, 21. April 2017
- Badhaadhe/Somalia: Bei einer Offensive von kenianischen Soldaten im Rahmen der Mission der Afrikanischen Union in Somalia (AMISOM) in der Region Jubbada Hoose gegen die islamistische Al-Shabaab-Miliz werden 52 mutmaßliche Terroristen nahe Badhaadhe getötet.[61]
- Bagdad/Irak: Nach 16 Monaten in Gefangenschaft kommen im Irak 26 Geiseln aus Katar frei. Sie wurden im Dezember 2015 während einer Jagdpartie mit Falken im Südirak verschleppt. Unter ihnen sollen elf Mitglieder der katarischen Al Thani-Familie sein. Grundlage soll die unter Vermittlung von Katar und Iran zustande gekommenen Vereinbarung in Syrien zwischen der dortigen syrischen Regierung und den islamistischen Rebellen sein.[62]
- Balch/Afghanistan: Bei einer Attacke der islamistischen Miliz Taliban auf einen Militärstützpunkt des 209. Korps der afghanischen Streitkräfte werden mindestens 140 Soldaten getötet sowie weitere 60 Soldaten verletzt. Die Angreifer durchbrachen mit mehreren Wagen das erste Eingangstor. Bei einem zweiten Eingang sprengte sich ein Fahrer in die Luft. Die restlichen Angreifer drangen in den Militärstützpunkt ein und eröffneten das Feuer auf die Soldaten.[63][64]
- Karlsruhe/Deutschland: Gegen den 28-jährigen Deutsch-Russen Sergej W. wird ein Ermittlungsverfahren am Bundesgerichtshof eröffnet. Ihm wird vorgeworfen, am 11. April den Anschlag auf den Mannschaftsbus von Borussia Dortmund durchgeführt zu haben.[65]
- Moskau/Russland: Das Oberste Gericht Russlands hat auf Antrag des Justizministeriums die Religionsgemeinschaft Zeugen Jehovas als extremistische Organisation eingestuft und daher verboten. Der Besitz der Glaubensgemeinschaft wird eingezogen, ihre Zentrale in St. Petersburg geschlossen sowie die 395 Regionalverbände aufgelöst.[66]

### Samstag, 22. April 2017
- Hamburg/Deutschland: Das Nachrichtenmagazin Der Spiegel berichtet über Spionagetätigkeiten des Bundesnachrichtendienstes (BND) auf die Zentrale der internationalen Polizeibehörde Interpol im französischen Lyon und seit mindestens 2000 auf Verbindungsbüros in Belgien, Dänemark, Griechenland, Italien, Österreich, Spanien und in den Vereinigten Staaten.[67]
- Washington, D.C./weltweit: March for Science
- Wien/Österreich: In der Hofburg findet die 28. Verleihung des österreichischen Fernseh- und Filmpreises Romy statt.

### Sonntag, 23. April 2017

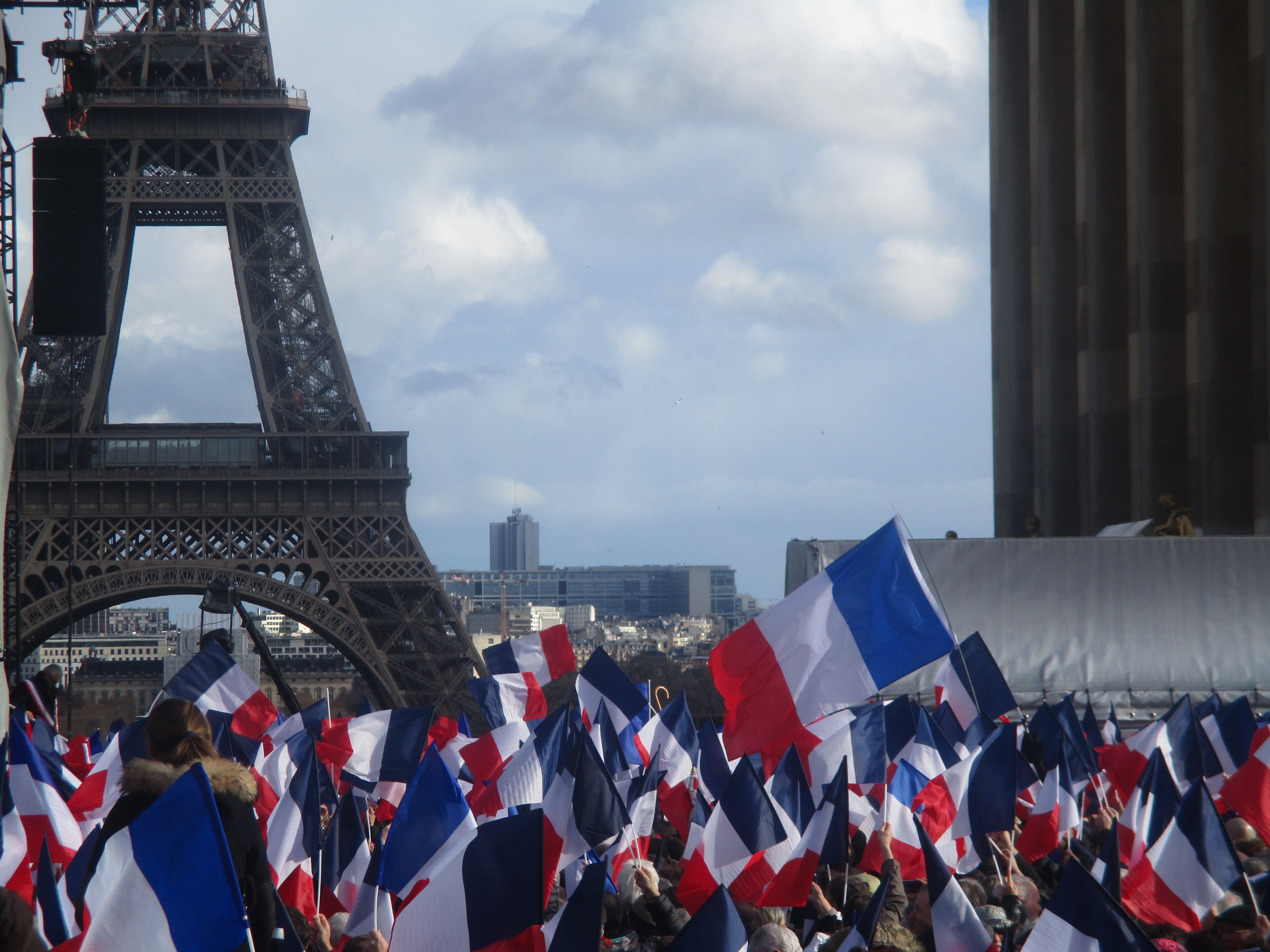
Wahlkampf in Frankreich

- Paris/Frankreich: Im ersten Wahlgang der Präsidentschaftswahl erhalten Emmanuel Macron (En Marche!) und Marine Le Pen (Front National) die meisten Stimmen und erreichen die Stichwahl am 7. Mai. Der ehemalige Premierminister François Fillon (Republikaner) liegt an dritter Stelle und scheidet aus.[68][69]

### Montag, 24. April 2017
- Berlin/Deutschland: Nach ersten Presseinformationen zur polizeilichen Kriminalstatistik (PKS) des Bundesministeriums des Innern stieg im Jahr 2016 das Volumen der polizeilich registrierten Gewaltkriminalität in Deutschland um 6,7 % gegenüber 2015 auf rund 193.500 Taten. Dagegen ist die Anzahl der Wohnungseinbrüche erstmals seit 10 Jahren wieder gesunken.[70]
- Ciudad del Este/Paraguay: Bei einem Raubüberfall einer Gruppe von 50 Angreifern auf ein Depot des Sicherheitsdienstleisters Prosegur mit ca. 40 Millionen US-Dollar wurde eine bisher unbekannte Summe erbeutet. Die Behörden sprechen von einem Jahrhundert-Raub. Es wurden gepanzerte Fahrzeuge, mehrere Sprengsätze und ein Flugabwehrgeschütz eingesetzt und zuvor zur Ablenkung ein Polizeipräsidium angegriffen. Bei den Tätern soll es sich um Mitglieder des 1993 gegründeten brasilianischen Verbrecherkartells Primeiro Comando da Capital (PCC) handeln.[71]

### Dienstag, 25. April 2017
- al-Malikiya/Syrien: Die türkischen Luftstreitkräfte bombardieren Stellungen der von den Vereinigten Staaten unterstützten kurdischen Volksverteidigungseinheiten (YPG). Dabei werden mindestens 18 YPG-Mitglieder getötet.[72]
- Berlin/Deutschland: Beginn der Sozialwahl 2017 zu den Selbstverwaltungsorganen der gesetzlichen Sozialversicherungsträger bis zum 31. Mai. Für Mitglieder der Barmer Ersatzkasse findet die Wahl erst im September 2017 statt.
- Busan/Südkorea: Das atomgetriebene U-Boot USS Michigan der United States Navy erreicht den Hafen von Busan. Nordkorea bedrohte die Vereinigten Staaten sowie Südkorea mehrfach, bei steigender Tendenz in der jüngeren Vergangenheit, mit einem Atomschlag.[73]

### Mittwoch, 26. April 2017
- Ankara/Türkei: Die staatliche Nachrichtenagentur Anadolu berichtet von rund 1000 Festnahmen von mutmaßlichen Anhängern der Gülen-Bewegung in 81 Provinzen. Darunter auch mehrere Polizisten. Die Fernsehsender NTV und CNN Türk berichten von mehr als 3200 Haftbefehlen. An den Razzien nahmen rund 8500 Polizisten im Land teil.[74]
- Landsberg am Lech/Deutschland: Der Nahrungsmittelhersteller Lutz Fleischwaren unter Führung des Beteiligungsunternehmens Paragon Partners aus München stellt wegen Überschuldung und Zahlungsunfähigkeit beim Amtsgericht Augsburg einen Insolvenzantrag.[75]
- Manila/Philippinen: Das 30. Gipfeltreffen der ASEAN-Staaten beginnt.

### Donnerstag, 27. April 2017
- Skopje/Mazedonien: Unbekannte Männer stürmen das Parlament und schlagen dabei auf Abgeordnete ein. Rund hundert aufgebrachte Anhänger des abgewählten nationalkonservativen Ministerpräsidenten Nikola Gruevski waren in das Parlamentsgebäude eingedrungen, um gegen den Plan des Sozialdemokraten Zoran Zaevs, sich mit der albanischen Minderheit als Ministerpräsident wählen zu lassen zu protestieren.[76]

### Freitag, 28. April 2017

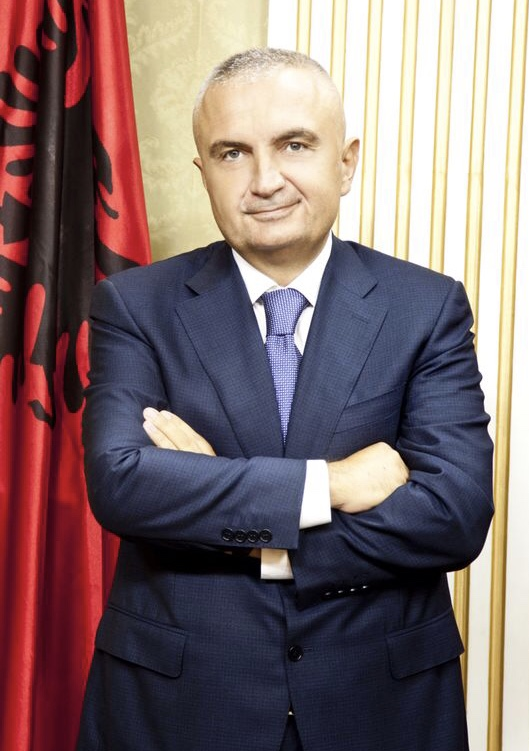
Ilir Meta ist neuer Staatspräsident Albaniens

- Berlin/Deutschland: Bei der Verleihung des 67. Deutschen Filmpreises im Palais am Funkturm wird Toni Erdmann von Regisseurin und Drehbuchautorin Maren Ade als bester Spielfilm ausgezeichnet.[77]
- Luzern/Schweiz: Der FC Basel wird Schweizer Fussballmeister 2017 durch einen 2:1-Sieg am siebtletzten Spieltag beim FC Luzern. Es ist der achte nationale Meisterschaftstitel in Folge für den Verein.[78]
- Tirana/Albanien: Ilir Meta (LSI) wird vom Parlament mit 87 von 140 Stimmen zum neuen Staatspräsidenten als Nachfolger von Bujar Nishani gewählt.[79]

### Samstag, 29. April 2017

Logo der türkisch-sprachigen Wikipedia

- Ankara/Türkei: Die türkische Behörde für Informations- und Kommunikationstechnologien (Bilgi Teknolojileri ve İletişim Kurumu; BTK) sperrt den Zugang zur türkischsprachigen Wikipedia von türkischen Internetplattformen. Medienberichten wird dies mit Inhalten zur "Terrorunterstützung" des türkischen Staates begründet. Erneut werden durch Präsident Recep Tayyip Erdoğan per Notstandsdekrets 689 rund 3974 Beamte im Staatsdienst vor allem aus dem Justizministerium und der Streitkräfte entlassen. Zudem werden per Notstandsdekret 690 sogenannte „Kuppelshows“, Reality-TV-Sendungen, sowie 18 Stiftungen, 14 Vereine und 13 private Unternehmen im Gesundheitswesen verboten.[80][81]
- Washington, D.C./Vereinigte Staaten: Landesweite Demonstrationen beim People’s Climate March gegen die Klimapolitik des US-Präsidenten Donald Trumps. Der Schauspieler Leonardo DiCaprio, der Unternehmer Richard Branson und der frühere demokratische Vizepräsident Al Gore waren bei den Demonstrationen am absichtlich ausgewählten 100. Tag der Amtszeit. Trump hatte unter anderem die von seinem Vorgänger Barack Obama per Dekret eingeführten Klimaschutzmaßnahmen rückgängig gemacht und mit Scott Pruitt einen Klimawandelskeptiker als Leiter der nationalen Umweltbehörde Environmental Protection Agency ernannt.[82]
- Wolfsburg/Deutschland: Der Titelverteidiger FC Bayern München wird durch einen 6:0-Sieg beim VfL Wolfsburg am viertletzten Spieltag vorzeitig Deutscher Fußballmeister 2017. Es ist der fünfte nationale Meistertitel in Serie für den Verein.[83]

### Sonntag, 30. April 2017
- Buschehr/Iran: Präsident Hassan Rohani eröffnet nach rund 10-jähriger Bauzeit und mehrmaligen Verzögerungen durch internationale Sanktionen eine neue Raffinerie. Diese wurde von Khātam al-Anbiyā (GHORB) gebaut, dem Industriekonglomerat der paramilitärischen Revolutionsgarden. Nach Angaben des iranischen Ölministeriums werde die Produktion innerhalb eines Jahres eine Gesamtmenge von 36 Millionen Liter Benzin sowie 14 Millionen Liter Diesel pro Tag erreichen und das Land sei nicht mehr auf Importe angewiesen.[84]
- Frankfurt am Main/Deutschland: Der 54-jährige Agent Daniel M. des Schweizer Nachrichtendienstes des Bundes (NDB) der in einem Sicherheitsbereich einer Schweizer Großbank tätig ist, wird verhaftet. Er soll offenbar deutsche Steuerfahnder bespitzelt haben.[85]
- Kathmandu/Nepal: Der Schweizer Extrembergsteiger Ueli Steck stirbt bei seinem Versuch, den Mount Everest in unter 48 Stunden zu besteigen. Er rutschte aus und stürzte dabei ab.[86]
- Sidi Bouzid/Tunesien: Bei einer Hausrazzia im Stadtviertel Ouled Chebli kommt es zu einem Feuergefecht zwischen Soldaten der tunesischen Nationalgarde und der Terrorgruppe Brigade Okba Ibn Nafaa, eine verbündete Gruppierung mit al-Qaida im Maghreb (AQIM). Dabei werden zwei mutmaßliche Extremisten getötet und drei weitere festgenommen.[87]
- Dallas/Vereinigte Staaten: Bei schweren Unwettern in den Südstaaten sind mindestens 14 Menschen ums Leben gekommen. Eine Serie von Tornados in Texas forderte vier Tote. Im Bundesstaat Missouri kam es nach starken Regenfällen zu mehreren Überschwemmungen. In drei weiteren Bundesstaaten kam es zu schweren Stürmen und Todesopfern. Die Gouverneure von Oklahoma und Missouri riefen den Notstand aus, um schneller an Hilfsgelder zu gelangen.[88]